# Massa Lubrense
Massa Lubrense (Màssë en napolitain) est une commune de la ville métropolitaine de Naples dans la région Campanie en Italie.

## Géographie
Frazioni
- Annunziata
- Acquara
- Villaggio Casa
- Marina del Cantone
- Marina della Lobra
- Marina di Puolo
- Massa Centro
- Metrano
- Monticchio
- Nerano
- Pastena
- Schiazzano
- San Francesco
- Santa Maria della Neva
- Sant'Agata sui Due Golfi
- Termini
- Torca

## Lieux d'intérêt
- Punta Campanella, cap à l'extrémité de la péninsule sorrentine, abritant une tour de sentinelle moyenâgeuse et un phare.
- Baie de Ieranto
- Les côtes de la commune font partie de l'Aire naturelle marine protégée de Punta Campanella (it)

## Administration
| Période                                  | Période  | Identité           | Étiquette | Qualité |
| ---------------------------------------- | -------- | ------------------ | --------- | ------- |
| décembre 1946                            |          | G.Battista Starace |           |         |
| juin 1952                                |          | Luigi Iaccarino    |           |         |
| juin 1956                                |          | Pasquale Persico   |           |         |
| avril 1977                               |          | Alfonso Gargiulo   |           |         |
| février 1983                             |          | Nino Coppola       |           |         |
| juillet 1985                             |          | Tommaso Staiano    |           |         |
| novembre 1995                            |          | Alfonso Gargiulo   |           |         |
| avril 2000                               |          | Antonio Mosca      |           |         |
| avril 2005                               |          | Leone Gargiulo     |           |         |
| juin 2015                                | En cours | Lorenzo Balducelli |           |         |
| Les données manquantes sont à compléter. |          |                    |           |         |

### Hameaux
Acquara, Annunziata, Casa, Marciano, Marina del Cantone, Marina della Lobra, Marina di Puolo, Metrano, Monticchio, Nerano, Pastena, San Francesco, Sant'Agata sui Due Golfi, Santa Maria della Neve, Schiazzano, Termini, Torca

### Commune limitrophe
La commune a pour unique commune limitrophe celle de Sorrente.